# Gilded Age Plains City
Gilded Age Plains City: The Great Sheedy Murder Trial and the Booster Ethos of Lincoln, Nebraska è un'opera di storia digitale ospitata dall'Università del Nebraska-Lincoln. Essa esplora lo sviluppo delle città delle Grandi Pianure attraverso le lenti di un caso di omicidio avvenuto a Lincoln nel 1891 ed il successivo processo come mezzo per ottenere informazioni sullo sviluppo urbano delle Grandi Pianure durante l'Età dell'Oro. Il sito è un'estensione della ricerca e della attività accademiche fatte da Timothy R. Mahoney, professore di storia all'Università del Nebraska-Lincoln, nel suo articolo "The Great Sheedy Murder Case and the Booster Ethos of the Gilded Age in Lincoln, Nebraska, " pubblicato nel trimestrale Nebraska History e vincitore del premio "James L. Sellers Memorial"  nel 2001. Gilded Age Plains City esplora non solo la storia locale e regionale, ma anche la storia urbana, la storia sociale, la storia culturale e le problematiche di razza e genere.

## Organizzazione e contenuto del sito
Il sito ha tre sezioni principali: "Esplora la città", "Narrazioni spaziaii" e "Interpretazione e narrazione". "Esplora la città" contiene una mappa interattiva e un'introduzione alla città di Lincoln, nel Nebraska, come esisteva durante l'Età dell'Oro.  La sezione "Narrazioni spaziali" include una discussione su cosa sia una narrazione spaziale e una breve panoramica delle narrazioni spaziali di otto diversi gruppi di interesse in nella città di Lincoln all'epoca dell'età dell'oro tra cui: avvocati, afroamericani, le donne, la classe operaia e l'Università del Nebraska-Lincoln. La sezione "Interpretazione e narrazione" contiene cinque sottosezioni che riassumono e analizzano gli eventi relativi all'omicidio di John Sheedy, il relativo processo e l'interesse diffuso generato dal caso.
Gilded Age Plains City possiede un'ampia varietà di materiale, sotto forma di fonti primarie, disponibile per gli utenti non solo per la visualizzazione, ma anche per organizzare, cercare e (in alcuni casi) scaricare materiale. Ciò rende l'Archivio di documenti del sito abbastanza simile a una raccolta di ricerca tematica, sebbene abbia un ambito forse più ristretto rispetto alla maggior parte di tali raccolte. L'archivio dei documenti del sito include trascrizioni e fotografie/immagini di documenti legali, lettere e articoli di giornale relativi al processo per omicidio, nonché fotografie, immagini di cartoline e illustrazioni di giornali della città di Lincoln durante gli anni 1890. Tramite collegamenti ipertestuali sono disponibili numerose informazioni tra cui le biografie di tutti i principali personaggi storici coinvolti.  Viene fornito anche un glossario di termini storici, frasi e organizzazioni.